# 小行星3633
小行星3633（英語：3633 Mira）是一颗围绕太阳公转的小行星。1980年3月13日，菲利克斯·阿圭勒天文台在圣胡安省发现了此天体。
这颗小行星的绝对星等为293.8456136092736等。